# Pedro de Betancur

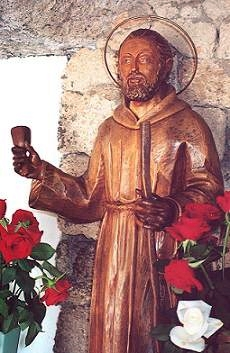
Pedro de San José Betancur

Santo Hermano Pedro de San José Betancur, född 21 mars 1626 i Vilaflor, Teneriffa, död 25 april 1667 i Antigua Guatemala, Guatemala, var en spansk franciscanmissionär. Han vördas som helgon i den katolska kyrkan.
Pedro de Betancur föddes i en bondefamilj. Som barn vallade han boskap och visade stor andlighet från tidig ålder. Vid 23 års ålder for han som missionär till Guatemala, där han grundade Betlehemiternas orden och grundade sjukhus för att ta hand om de sjuka. Hans välgörenhet spreds snabbt över hela Centralamerika.
Pedro de Betancur helgonförklarades av påven Johannes Paulus II år 2002 och är det första helgon av Kanarieöarna, Guatemala och Centralamerika. Han firas 24 april.